# منطقه باوشان
منطقه باوشان (به چینی: 宝山区، به پین‌یین: Bǎoshān Qū، تلفظ شانگهایی: Pau2-sae1 Chiu1) یک منطقهٔ شهرداری تابع شهر شانگهای، پرجمعیت‌ترین شهر جمهوری خلق چین است.
این منطقه، محل شدیدترین درگیری‌های بین چینی‌ها و قوای ژاپن در نبرد شانگهای در طول جنگ جهانی دوم بود.